# 妻妾成群 (小說)
《妻妾成群》係由中國小說家蘇童所著，為一中篇小說之合集，於1990年出版，該合集由〈一九三四年的逃亡〉、〈罌粟之家〉及〈妻妾成群〉等三篇作品集結成冊。其中〈妻妾成群〉後經改編，成為由張藝謀所執導的《大紅燈籠高高掛》的電影原著小說。此書曾列入20世紀中文小說100強，第81強。